# إي. أ. ريتشاردسون
إي. أ. ريتشاردسون (بالإنجليزية: E. A. Richardson)‏ هو شاعر أمريكي، ولد في 30 أبريل 1886 في Clay Township, Pike County, Indiana ‏ في الولايات المتحدة، وتوفي في 17 سبتمبر 1965.